# بابلو موريرا
بابلو موريرا (بالإسبانية: Pablo Moreira) هو لاعب هوكي الحقل أرجنتيني، ولد في 8 نوفمبر 1970.

## وصلات خارجية
- بابلو موريرا على موقع أوليمبيديا (الإنجليزية)